# オレーナ・プチールカ
オレーナ・プチールカ（ウクライナ語: Олена Пчілка、1849年6月29日 - 1930年10月4日）は、ウクライナの作家、民族誌学者、通訳者、市民活動家である。レーシャ・ウクライーンカの母である。本名はオルガ・ペトリーウナ・コーサチ。

## 生涯
ハーデヤチ市の地主であるペトロ・ドラホマノフのもとに生まれた。プチールカは自宅で教育を受けたのち、1866年にキーウ貴族女学校へ入学した。1868年にペトロ・コザッハと結婚し、ノヴォフラード・ヴォルィーンシクィイ市へ移り住んで、そこで働いた。プチールカはキーウで81歳で亡くなった。

## 活動
オレーナ・プチールカは、女性運動の熱心な活動家であり作家でもあった。オレナ・プチールカはウクライナ初の女性学者となった。プチールカは民謡、民俗習慣、儀式を録音し、民俗刺繍を収集し、後にその研究成果を出版した。

## 翻訳活動
プチールカは翻訳家でもあり、ニコライ・ゴーゴリ、アダム・ミツキェヴィチ、アレクサンドル・プーシキンなどの多くの作品をウクライナ語に翻訳した。

## 作品
『最初の花輪』は、ナタリア・コブリンスカとオレーナ・プチールカによって1887年にリヴィウで出版された。ウクライナ初のフェミニスト年鑑である。論文や短編小説など計40篇が収録されている。
彼女の代表作には次のようなものもある。
- 『仲間』1887年
- 『善と愛の光』1888年
- 『サヨナギの歌』1889年
- 『実を言うと』1889年
- 『アーティチョーク』1907年
- 『1匹のニシン』1908年
- 『世界のもの』1908年